# Jens Thalmann
Jens Thalmann (* 6. November 1963 in Karl-Marx-Stadt) ist ein deutscher Endurosportler. Er war Mitglied der siegreichen Six-Days-Trophy-Mannschaft 1987.

## Sportlicher Werdegang
1980 begann er aktiv in der GST-Mannschaft des VEB Motorradwerk Zschopau Endurosport zu betreiben. Bereits im ersten Jahr wurde er DDR-Bester der Ausweisklasse bis 175 cm³, so dass er im folgenden Jahr bereits in der Lizenzklasse bis 500 cm³ aufstieg. Mitte der Saison wechselte er jedoch zum MC Simson Suhl. Im folgenden Jahr war er bereits Mitglied der Simson-Werksmannschaft. 1984 gelang ihm der internationale Durchbruch mit dem Vizetitel in der Europameisterschaftsklasse bis 80 cm³, dem DDR-Vizemeistertitel und der Mitgliedschaft in der siegreichen Silbervasenmannschaft bei der 59. Internationalen Sechstagefahrt. 1985 konnte er seinen nationalen Erfolg verteidigen und wurde in der Europameisterschaft Dritter. Bei den Six Days war er Mitglied der Trophy-Mannschaft. 1986 konnte er die Einzelerfolge wiederholen. Im folgenden Jahr wurde er wieder DDR-Vizemeister. 1987 war aber auch das sportlich erfolgreichste Jahr. Als Mitglied der Trophy-Mannschaft gewann er die 62. Internationale Sechstagefahrt im polnischen Jelenia Góra.
Im Sommer 1988 setzte sich Thalmann in die Bundesrepublik Deutschland ab und beendete seine sportliche Laufbahn. In der folgenden Zeit war er unter anderem Instruktor im ADAC-Junior-Team mit Pit Beirer und betreute beim Team Honda Sarholz die Moto-Cross-Fahrer Collin Dugmore, Darryl Edkins, Mike Jones und Tom Carson.
Jens Thalmann betreibt heute eine Kraftfahrzeugwerkstatt in Harzgerode. Sportlich ist er heute in der Moto-Cross-Landesmeisterschaft aktiv. 2006, 2007 und 2008 gewann er die Seniorenklasse.